# Cecălaca, Mureș

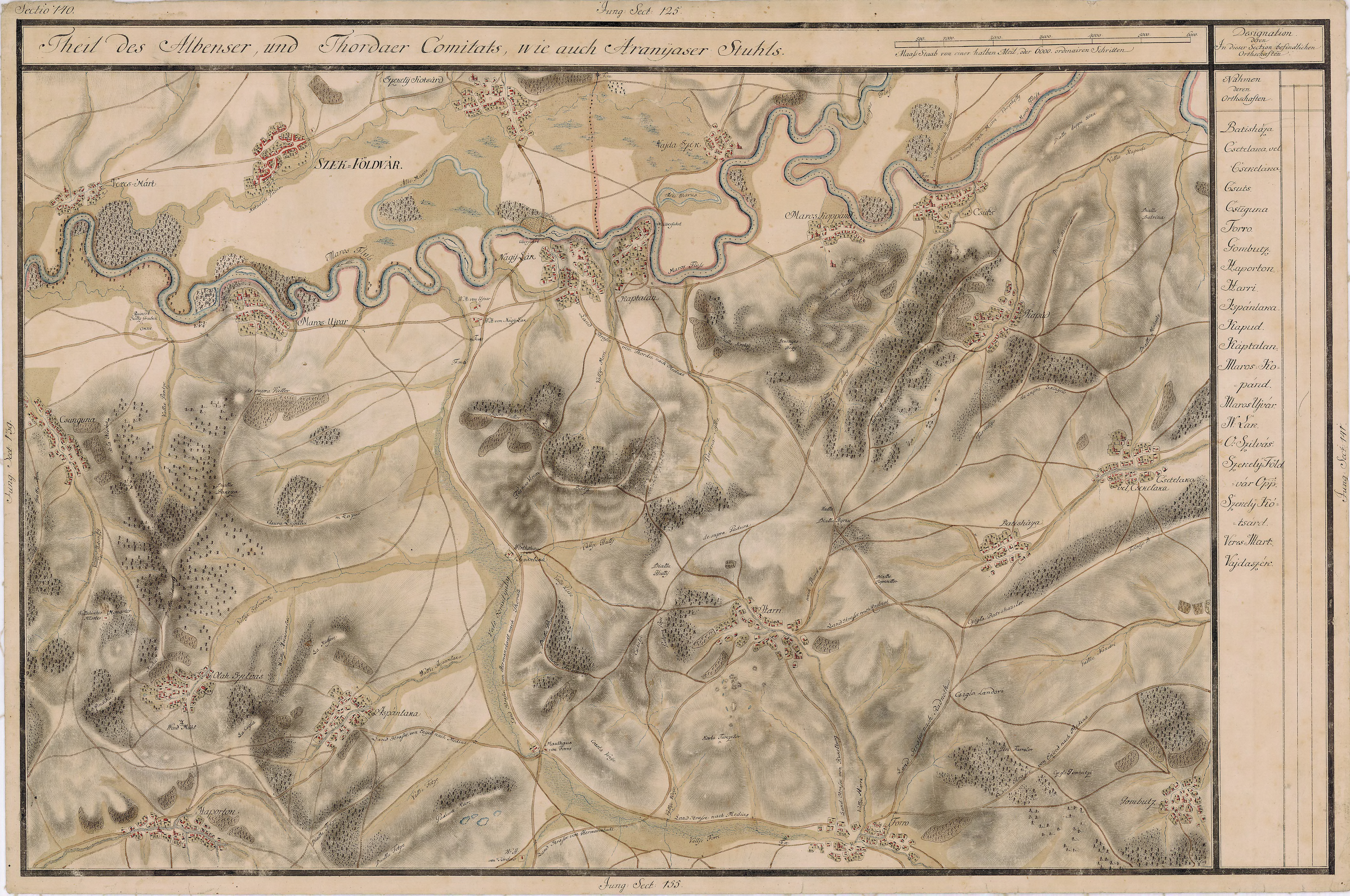
Cecălaca în Harta Iosefină a Transilvaniei, 1769-1773

Cecălaca (în maghiară Csekelaka) este un sat în comuna Ațintiș din județul Mureș, Transilvania, România.
Cecălaca, sat component al comunei Ațintiș, este situată în partea central-vestică a Depresiunii Colinare a Transilvaniei, la câțiva kilometri sud de râul Mureș, de-a lungul drumului județean 107G, care leagă Ocna Mureș de Luduș, la 20 de km de primul și la 14 km de la doilea. Condițiile naturale prielnice au favorizat existența unor comunități umane din cele mai vechi timpuri: unelte și arme de piatră, de metal (bronz), urme de așezare, morminte, au fost descoperite, unele întămplător, altele prin cercetări mai sistematice (ex. K. Herepely, B. Cserni - 1901). Pe la începuturile celui de al II-lea mieleniu, alături de populația românească se așază și populația de origine maghiară. Prima mențiune scrisă a numelui localității datează din 1296 cu numele de Chekelooka, urmează în 1331 - Chekeloka, 1339- Csekelaka, 1390 - Csekalaka, etc. Documente din sec. XIV amintesc de "nobilii de Cecălaca" - Johannes filius Mykaelis et Ladislaus filius Dominici (Ioan fiul lui Mihail și Ladislau fiul lui Dominic) . Mai târziu apar menționați ca stăpâni ai locului, nobilii din familia Kemeny - ex. baronul Kemeny Deneș, înmormântat la Cecălaca, a fost ministru secretar de stat în guvernul Ungariei. Un castel al acestei familii a existat în centrul satului până în 1959, când a fost demolat și pe locul lui s-a construit cămin cultural. Marile evenimente istorice (Răscoala lui Horea, Revoluția de la 1848 -1849) au avut ecouri puternice și pe plan local .
În cursul unor săpături arheologice în localitatea Cecălaca, județul Mureș, la adâncimea de 0,44 m s-a conturat un strat de chirpici, reprezntând urmele unei locuințe din epoca romană.

## Populație
Conform Recensământului din anul 2022 populația localității era de 374 locuitori în scădere față de datele de la ultimul recensământ când populația localității era de 431 locuitori. 

## Vezi și
- Biserica de lemn din Cecălaca